# みずがめ座矮小銀河
みずがめ座矮小銀河(Aquarius Dwarf)は、みずがめ座の方角にある矮小銀河、不規則銀河である。1959年にDDO surveyにより、初めて星表に収録された。最大の特徴は、銀河系に向かって毎秒137kmの速度で近づいてきており、青方偏移を起こすことが知られている稀な銀河の1つであることである。
局所銀河群の範囲は1999年に赤色巨星分枝先端法により確立した。距離は天の川銀河から320 ± 20万光年(980 ± 40 kpc)であり、みずがめ座矮小銀河はかなり孤立している。局所銀河群内では光度が小さいが中性水素ガスを十分に含み、星形成が行われている。こと座RR星はこの銀河で見つかっているため、100億歳以上の年齢の恒星を持つがほとんどは若く平均で68億歳である。局所銀河群内で一番若い銀河はしし座Aであり、星形成の遅さは銀河の孤立に関係があるのではないかと提唱されている。